# Нолан, Кристофер
Сэр Кри́стофер Эдвард Но́лан (англ. Sir Christopher Edward Nolan; род. 30 июля 1970, Лондон) — британский и американский кинорежиссёр, сценарист и продюсер. Один из самых кассовых режиссёров в истории, а также один из самых известных и влиятельных кинематографистов. Командор ордена Британской империи с 2019 года. 18 декабря 2024 года был посвящён в рыцари королём Великобритании Карлом III.
Дебютировав в качестве режиссёра в фильме «Преследование» (1998), Нолан привлёк значительное внимание к своей второй картине «Мементо» (2000), за которую был номинирован на множество наград, включая премию «Оскар» за лучший оригинальный сценарий. Признание, полученное благодаря независимым фильмам, дало Нолану возможность снять высокобюджетный триллер «Бессонница» (2002) и мистическую драму «Престиж» (2006). Приобрёл популярность и хорошие отзывы критиков благодаря трилогии о Тёмном Рыцаре (2005—2012); «Началу» (2010), за который он получил номинацию на премию «Оскар» за лучший фильм и вторую номинацию за оригинальный сценарий; «Интерстеллар» (2014). «Дюнкерк» (2017) принёс режиссеру первую номинацию на премию «Оскар» за лучшую режиссуру, «Оппенгеймер» (2023) — получил семь премий «Оскар». 
Фильмы Нолана собрали более 6,6 миллиардов долларов США по всему миру и получили в общей сложности 49 номинаций на «Оскар», победив в 18. Нолан написал сценарии к нескольким фильмам в соавторстве с младшим братом Джонатаном и женой Эммой Томас, которая также продюсировала все фильмы мужа.
Нолан — дальтоник, не различает зелёный и красный цвета.

## Ранние годы
Родился в Вестминстере в Лондоне. Вырос в Хайгейте. Отец, британец Брендан Джеймс Нолан, был менеджером по рекламе, а мать, американка Кристина (урождённая Дженсен), работала стюардессой и преподавательницей английского языка. Детство прошло между Лондоном и Эванстоном в Иллинойсе. Нолан имеет британское и американское гражданства. Его старший брат, Мэтью Фрэнсис Нолан, — осуждённый преступник, а младший Джонатан — сценарист, продюсер и кинорежиссёр. 
Нолан начал делать фильмы с 7 лет, снимая короткие фильмы с элементами экшена на отцовскую камеру Super 8. В детстве на режиссёра особенно повлияли «Космическая одиссея 2001 года» (1968) и «Звёздные войны» (1977),  в честь которых он в возрасте около восьми лет создал кукольную мультипликацию Space Wars. Дядя, работавший в НАСА и создававший ракетные системы для «Аполлон», прислал племяннику видеоматериалы со старта ракет. «Я снял их с экрана и отредактировал, думая, что никто их не заметит», — отмечал позже Нолан, который решил стать режиссёром в 11 лет.

## Карьера
Юный Нолан начал снимать фильмы совместно с Адрианом и Роко Беличами, когда вместе с семьёй переехал в Чикаго. Он сотрудничал с братьями в их номинированном на «Оскар» документальном фильме «Дженис Блюз» (1999), получив признание за редакционную помощь . Нолан также работал с Роко и будущим лауреатом Пулитцеровской премии Джеффри Геттлманом над документальным оформлением сафари в четырёх африканских странах, организованном фотожурналистом Дэном Элдоном в начале 1990-х годов. 
Нолан получил образование в Колледже Хейлибери и Имперской службы, частном вузе в Хартфорд-Хите, графство Хартфордшир, а затем изучал английскую литературу в Университетском колледже Лондона. Он выбрал этот колледж, чтобы получить доступ к киносъёмочному оборудованию: сборочному комплекту Steenbeck и 16-мм камерам. Нолан был президентом кинематографического объединения и вместе с будущей женой Эммой Томас показывал художественные фильмы (35 мм) во время учебного года, а летом на заработанные деньги вёл производство фильмов на 16-мм киноплёнке.
После института работал консультантом сценариста, оператором, режиссёром корпоративных фильмов. В 1997 снял третий короткометражный фильм «Жук-скакун» (1997) — о человеке, который гонял по квартире свою миниатюрную копию, словно насекомое. В главной роли снялся Джереми Теобальд, друг Нолана и будущий исполнитель главной роли в его дебютном полнометражном фильме «Преследование», снятом всего за $6000 на чёрно-белую плёнку нуарном триллере. В этот период карьеры Нолан не имел большого успеха. Позже он вспоминал «стопку писем-отказов», пришедших в ответ на его ранние попытки снять фильм: «В Великобритании очень ограниченный финансовый ресурс. Честно говоря, это очень снобистское место. У меня никогда не было никакой поддержки со стороны британской киноиндустрии». 
Никому ещё не удавалось, начав свою карьеру с победы на фестивале альтернативного кино в Роттердаме, стать одним из самых кассовых режиссёров в мире, да ещё и остаться для широких масс таинственным экспериментатором.
Для создания «Преследования» Нолан с женой, Эммой Томас, основал во второй половине 1990-х продюсерскую компанию Syncopy Films. Фильм вызвал интерес не только любителей кино, но и представителей голливудских студий, включая Newmarket Films. Эта студия в 2000 году выпустила «Мементо» — вторую, также малобюджетную, картину режиссёра, которая сразу стала культовой. Фильм стабильно входит в число двухсот пятидесяти лучших фильмов в истории по версии Internet Movie Database, а в 2017 году внесён в Национальный реестр фильмов. События в «Помни» показаны в обратном хронологическом порядке, а герой страдает нарушением кратковременной памяти, создавая историю с ненадёжным рассказчиком. Фильм основан на рассказе «Memento Mori» Джонатана Нолана, младшего брата Кристофера. Над сценарием они работали вдвоём, но нелинейное повествование разработал сам Кристофер Нолан.
«Бессонница», вышедший в 2002 году третий фильм, — закрепил успех режиссёра. Это ремейк одноимённого норвежского триллера, который рассказывает о расследовании детективом из Лос-Анджелеса убийства молодой девушки на Аляске. В главных ролях снялись Аль Пачино, Робин Уильямс и Хилари Суонк. Фильм был номинирован на премии «Сатурн» и «Спутник» в нескольких категориях и получил благожелательную критику. 
- «Алчность»

В 2005 году с фильмом «Бэтмен: Начало», в котором играли Кристиан Бейл, Лиам Нисон и Майкл Кейн, Нолан дебютирует как режиссёр крупнобюджетных блокбастеров. Этому предшествовали длительные (с 1997 года) поиски компанией Warner Bros. режиссёра для «перезагрузки» бренда. Среди кандидатов были Дэвид Финчер, Клинт Иствуд, Даррен Аронофски и братья Вачовски, однако все они отказались, и в 2003 году Нолан со сценаристом Дэвидом Гойером предложили компании своё видение будущего фильма с уклоном в нуар и больший реализм. Их концепцию одобрили, съёмки и маркетинг стоили соответственно $130 и $100 млн, что делало фильм одним из самых дорогих для того времени. Нолан и Гойер справились с «перезагрузкой», создав один из самых удачных фильмов о Бэтмене, собравший неплохую кассу и множество хвалебных отзывов.
Следующим фильмом стал «Престиж» (2006 год) — экранизация одноимённой фантастической драмы Кристофера Приста о соперничестве двух талантливых иллюзионистов в Викторианской Англии. Главные роли исполнили Хью Джекман и Кристиан Бэйл в главных ролях, второстепенные — Майкл Кейн, Скарлетт Йоханссон и Дэвид Боуи. 
Сиквел «Бэтмена: Начало», «Тёмный рыцарь», вышедший в 2008 году, превзошел предшественника как по кассовым сборам, так и по оценкам критиков и простых зрителей. «Тёмный рыцарь» при бюджете $185 млн собрал кассу в $1 млрд и его признали одним из величайших фильмов о супергероях — Библиотека Конгресса США выбрала кинокартину для сохранения в Национальном реестре фильмов в 2020 году, как имеющую особенное культурное, историческое или эстетическое значение, а Хит Леджер, сыгравший Джокера, получил посмертно премии «Оскар», BAFTA и «Золотой глобус» за лучшую мужскую роль второго плана. Успех кинокомикса позволил Нолану получить карт-бланш на производство научно-фантастического боевика «Начало» — «фильма мечты», идею которого режиссёр вынашивал почти 10 лет.
«Начало» — один из самых крупнобюджетных фильмов 2010 года, бюджет составил $160 млн, на рекламу потратили ещё $100 млн. Фильм собрал в мировом прокате более $837 млн, стал одним из главных фильмов года (на март 2023 года занимал 14-ю строчку списка 250 лучших фильмов по версии IMDb), получил четыре премии «Оскар» при восьми номинациях. Нолан выступил как режиссёр, продюсер (вместе с женой) и единственный автор оригинального сценария. Главную роль исполнил Леонардо Ди Каприо. Фильм навеян рассказами Борхеса о пересекающихся снах и субъективности переживаний времени в сновидениях.
В 2010 году Нолану присуждена Премия «Британия» подразделения BAFTA в Лос-Анджелесе за художественное совершенство и мастерство постановщика на протяжении всей карьеры.
В 2012 году вышел третий фильм режиссёра о Бэтмене — «Тёмный рыцарь: Возрождение легенды». Фильм при бюджете в $250 млн собрал более $1 млрд кассовых сборов, став самым кассовым в трилогии, и считается одним из лучших фильмов десятилетия, лучших фильмов о супергероях всех времен, лучших фильмов всех времен.
Как продюсер, Нолан приложил руку к успешному возрождению другой медиафраншизы о супергероях DC — Супермене.  Кристофер участвовал в создании «Человека из стали» (2013 год) и «Бэтмен против Супермена: На заре справедливости» (2016 год), совместно собравших в прокате почти $1,5 млрд и получивших тёплый прием от зрителей и критиков.
Следующий режиссёрский фильм Нолана, «Интерстеллар», вышел в 2014 году. Научно-фантастический фильм с Мэттью Макконахи и Энн Хэтэуэй в главных ролях получил признание критиков, собрал $730 млн с учётом перевыпусков, был номинирован и выиграл множество премий, включая «Оскар». Многие известные учёные также положительно отозвались о фильме, отметив его достоверность. Фильм по сценарию Джонатана Нолана и физика-теоретика Кипа Торна повествует о путешествиях группы исследователей с Земли, которые используют пространственно-временной тоннель, чтобы обойти ограничения полёта человека в космосе и покорить огромные расстояния на межзвёздном корабле.
В 2017 году состоялась премьера фильма «Дюнкерк», военной драмы о Второй мировой войне, посвящённой Дюнкеркской операции 1940 года. Тогда в ходе боевых действий на территории Франции, немецкие войска окружили большую группировку войск союзников в городе Дюнкерк, на берегу Атлантического океана, и британское командование решило срочно эвакуировать их морем. Картина повествует о героическом спасении окружённых в Дюнкерке союзников британскими ВМФ и многочисленными гражданскими судами, перевозившими войска в Британию под непрерывными атаками немецкой авиации и подводных лодок. Роли в фильме исполнили Марк Райлэнс, Кеннет Брана, Том Харди, Киллиан Мёрфи и другие. Съемки велись в формате IMAX, большая часть эффектов были практическими. Для съёмки сцен воздушного боя в кабину одного из трёх снимавшихся в картине самолётов «Спитфайр» была установлена камера IMAX. Фильм номинировали на восемь премий «Оскар», в том числе за лучший фильм и режиссуру, победил он в трёх технических — лучший монтаж, лучший звук, лучший монтаж звука.
В 2020 году на экран вышел фильм «Довод» —  научно-фантастический боевик с элементами триллера о секретном агенте, который учится управлять временем, чтобы спасти человечество. В главных ролях снялись Джон Дэвид Вашингтон, Роберт Паттинсон, Элизабет Дебики, Димпл Кападия, Майкл Кейн и Кеннет Брана. Нолан самостоятельно написал сценарий с нелинейной структурой, для консультации, как и при работе над фильмом «Интерстеллар», был привлечён физик Кип Торн. Премьеру фильма несколько раз переносили из-за пандемии COVID-19, и он стал первым голливудским блокбастером, вышедшим в кинотеатрах после пандемийных ограничений. В мировом прокате «Довод» собрал $363,6 млн при бюджете в $200 млн, став пятым в списке самых кассовых фильмов 2020 года. Фильм получил премии BAFTA и «Оскар» за лучшие визуальные эффекты.

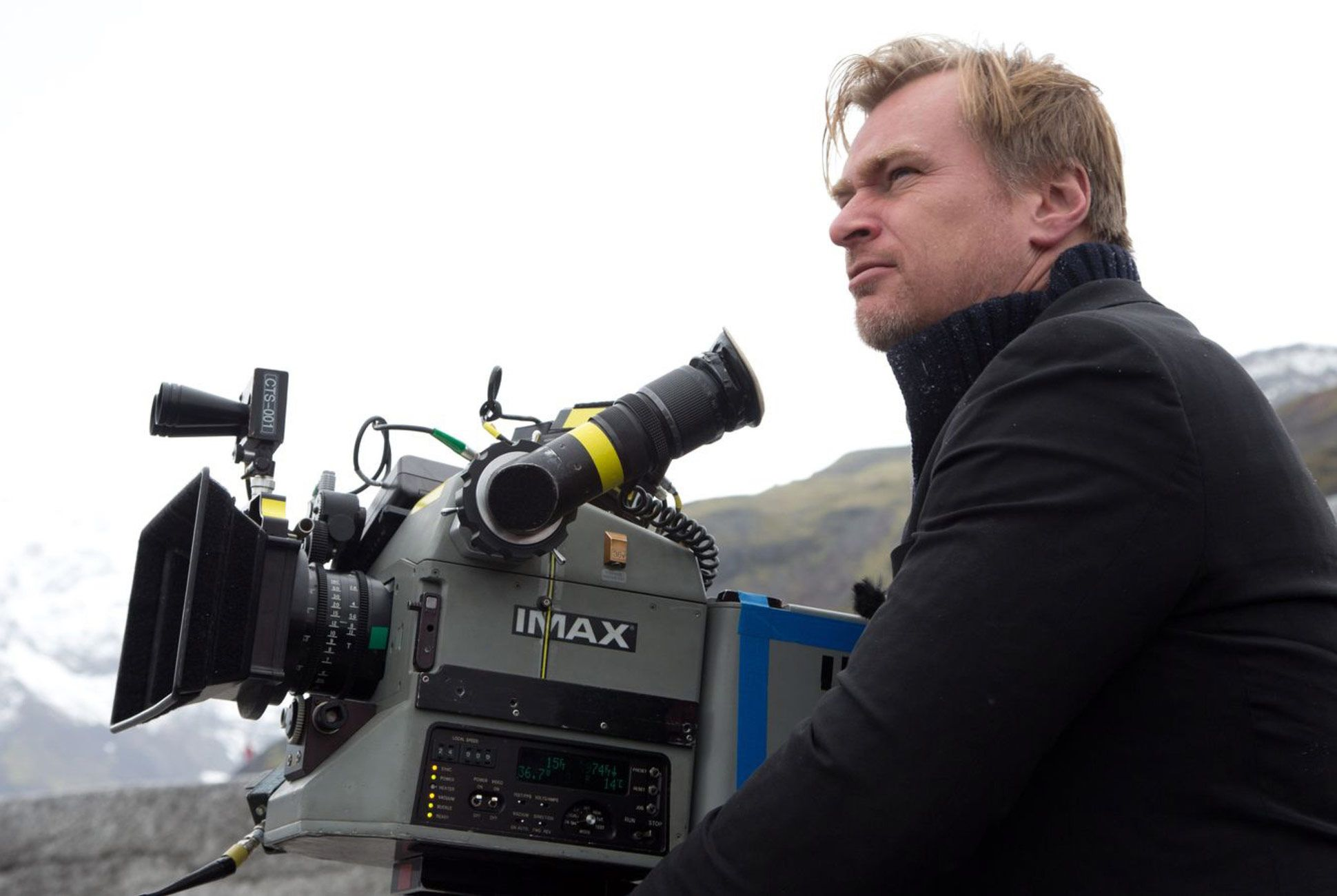
Кристофер Нолан в 2021 году

В сентябре 2021 года стало известно, что двенадцатым фильмом Нолана станет биографический фильм о Роберте Оппенгеймере и его роли в разработке атомной бомбы, основанный на книге Кая Бёрда и Мартина Шервина «Оппенгеймер. Триумф и трагедия Американского Прометея». Финансирование и прокат фильма перешли к кинокомпании Universal Pictures, впервые после «Мементо» режиссёр снял фильм не для Warner Bros. По условиям сделки с Universal режиссёру пообещали производственный бюджет в размере около 100 миллионов долларов, полный творческий контроль, 20 % от первого прокатного уик-энда, 100-дневное прокатное окно и гарантию от студии, что компания не будет выпускать другой фильм за три недели до или три недели после выпуска в прокат его картины. Ещё до окончания работы над фильмом Нолан назвал «Оппенгеймер» самым сложным и масштабным проектом, с которым ему приходилось иметь дело. Наибольшие сложности вызвало воссоздание ядерного взрыва без использования компьютерной графики. В вышедшем на экраны в 2023 году «Оппенгеймере» главную роль исполнил Киллиан Мерфи, а в ролях второго плана снялись Эмили Блант, Мэтт Деймон, Роберт Дауни-младший, Флоренс Пью, Джош Хартнетт, Кеннет Брана, Рами Малек, Кейси Аффлек. Фильм получил преимущественно высокие оценки от критиков и зрителей, стал самым кассовым биографическим фильмом всех времён со сборами $975 млн, самым кассовым из фильмов, посвящённых Второй мировой войне и третьим из самых кассовых фильмов с рейтингом «R». Также он получил множество наград, включая 13 номинаций на «Оскар» с семью победами, премии «Выбор критиков» в восьми категориях и «Золотой глобус» в пяти. Кристофер Нолан получил два «Оскара» — за лучший фильм и лучшего режиссёра.
В октябре 2024 года стало известно, что Нолан вновь объединится с кинокомпанией Universal Pictures для производства фильма «Одиссея» с Мэттом Деймоном и Томом Холландом в главных ролях, премьера которого запланирована на июль 2026 года. В ноябре 2024 года появилась информация, что к актёрскому составу присоединились Зендая, Энн Хэтэуэй, Лупита Нионго и Роберт Паттинсон, позже каст пополнили Джон Бернтал, Бенни Сафди, Джон Легуизамо, Эллиот Пейдж, Химеш Патель и другие актёры. Съёмки «Одиссеи» начались 25 февраля 2025 года в Айт-Бен-Хадду (Марокко). Для создания фильма Нолан использует новую камеру IMAX.

### Семья
- Жена — Эмма Томас. 
  - У пары четверо детей — Оливер, Магнус, Рори и Флора[52].

- Джонатан Нолан, младший брат (род. 1976) — писатель, сценарист и телевизионный продюсер, соавтор по пяти фильмам.
- Мэтью Нолан, старший брат — осуждённый преступник, участвовал в нескольких противоправных историях[20][53][54].
- Известные британские актёры Джон Нолан и Ким Хартман — родные дядя и тётя Кристофера.

## Фильмография
| Название фильма (оригинальное название)                                              | Год  | Кинокомпания                                       | Рейтинг Rotten Tomatoes (средняя оценка) | Рейтинг IMDb (позиция в Топ-250) | Кассовые сборы (продажи DVD и Blu-ray)         | Роль в проекте                                    |
| ------------------------------------------------------------------------------------ | ---- | -------------------------------------------------- | ---------------------------------------- | -------------------------------- | ---------------------------------------------- | ------------------------------------------------- |
| Преследование (Following)                                                            | 1998 | Momentum Pictures                                  | 80 % (7/10)                              | 7,5 (-)                          | $240 495                                       | Режиссёр Сценарист Продюсер Кинооператор Монтажёр |
| Мементо (Memento)                                                                    | 2000 | Newmarket Films                                    | 92 % (8,3/10)                            | 8,4 (55)                         | $39 723 096                                    | Режиссёр Сценарист                                |
| Бессонница (Insomnia)                                                                | 2002 | Warner Bros.                                       | 92 % (7,7/10)                            | 7,2 (-)                          | $113 622 499 — $113 714 830                    | Режиссёр                                          |
| Бэтмен: Начало (Batman Begins)                                                       | 2005 | Warner Bros. Legendary Pictures                    | 84 % (7,7/10)                            | 8,2 (129)                        | $359 142 722 — $374 218 673 ($66 478 963)      | Режиссёр Сценарист                                |
| Престиж (The Prestige)                                                               | 2006 | Touchstone Pictures Warner Bros.                   | 75 % (7,1/10)                            | 8,5 (47)                         | $104 407 366 — $109 676 311 ($46 041 455)      | Режиссёр Сценарист Продюсер                       |
| Тёмный рыцарь (The Dark Knight)                                                      | 2008 | Warner Bros. Legendary Pictures                    | 94 % (8,6/10)                            | 9,0 (4)                          | $1 001 996 207 — $1 004 934 033 ($316 300 424) | Режиссёр Сценарист Продюсер                       |
| Начало (Inception)                                                                   | 2010 | Warner Bros. Legendary Pictures                    | 87 % (8,1/10)                            | 8,7 (13)                         | $828 322 032 — $832 402 082 ($161 677 932)     | Режиссёр Сценарист Продюсер                       |
| Тёмный рыцарь: Возрождение легенды (The Dark Knight Rises)                           | 2012 | Warner Bros. Legendary Pictures                    | 87 % (8/10)                              | 8,3 (71)                         | $1 084 439 099 — $1 084 939 099 ($152 765 203) | Режиссёр Сценарист Продюсер                       |
| Человек из стали (Man of Steel)                                                      | 2013 | Warner Bros. Legendary Pictures                    | 56 % (6,2/10)                            | 7,0 (-)                          | $667 999 518 — $668 045 518 ($112 428 856)     | Сценарист Продюсер                                |
| Превосходство (Transcendence)                                                        | 2014 | Warner Bros.                                       | 19 % (4,6/10)                            | 6,3 (-)                          | $103 039 258 ($7 827 507)                      | Исполнительный продюсер                           |
| Интерстеллар (Interstellar)                                                          | 2014 | Paramount Pictures Warner Bros. Legendary Pictures | 72 % (7,1/10)                            | 8,5 (29)                         | $667 554 467 — $677 463 813 ($44 847 531)      | Режиссёр Сценарист Продюсер                       |
| Бэтмен против Супермена: На заре справедливости (Batman v Superman: Dawn of Justice) | 2016 | Warner Bros.                                       | 27 % (5,0/10)                            | 6,4 (-)                          | $867 500 281 — $873 634 919 ($78 084 764)      | Исполнительный продюсер                           |
| Дюнкерк (Dunkirk)                                                                    | 2017 | Warner Bros.                                       | 92 % (8,7/10)                            | 7,8 (-)                          | $499 900 860 — $526 940 665 ($31 678 874)      | Режиссёр Сценарист Продюсер                       |
| Довод (Tenet)                                                                        | 2020 | Warner Bros.                                       | 69 % (6,9/10)                            | 7,5 (-)                          | $363 656 624                                   | Режиссёр Сценарист Продюсер                       |
| Оппенгеймер (Oppenheimer)                                                            | 2023 | Universal Pictures                                 | 93 % (8,6/10)                            | 8,4 (80)                         | $956 078 370                                   | Режиссёр Сценарист Продюсер                       |
| Одиссея (The Odyssey)                                                                | 2026 | Universal Pictures                                 | ТВА                                      | ТВА                              | ТВА                                            | Режиссёр Сценарист Продюсер                       |

### Короткометражные фильмы
- Тарантелла (Tarantella, 1989);
- Воровство (Larceny, 1996);
- Жук-скакун (Doodlebug, 1997);
- Куэй (Quay, 2015) — документальный фильм, посвящённый режиссёрам-аниматорам братьям Квей[58].

## Награды и номинации
| Фильм                                | Год  | Премия                                         | Категория                                                | Результат |
| ------------------------------------ | ---- | ---------------------------------------------- | -------------------------------------------------------- | --------- |
| «Преследование»                      | 1999 | Кинофестиваль в Динарде                        | «Серебряный Хичкок»                                      | Победа    |
| «Преследование»                      | 1999 | Кинофестиваль в Динарде                        | «Золотой Хичкок»                                         | Номинация |
| «Преследование»                      | 1999 | Международный кинофестиваль в Ньюпорте         | Лучший режиссёр                                          | Победа    |
| «Преследование»                      | 1999 | Международный кинофестиваль в Ньюпорте         | Приз жюри за лучший фильм                                | Номинация |
| «Преследование»                      | 1999 | Роттердамский кинофестиваль                    | Tiger Award                                              | Победа    |
| «Преследование»                      | 1999 | Кинофестиваль в Слэмданс                       | Black & White Award                                      | Победа    |
| «Преследование»                      | 1999 | Кинофестиваль в Слэмданс                       | Большой приз жюри                                        | Номинация |
| «Мементо»                            | 2002 | Оскар                                          | Лучший оригинальный сценарий                             | Номинация |
| «Мементо»                            | 2002 | Золотой глобус                                 | Лучший сценарий                                          | Номинация |
| «Мементо»                            | 2002 | Премия Гильдии режиссёров Америки              | Выдающаяся режиссёрская работа в фильме                  | Номинация |
| «Мементо»                            | 2002 | Выбор критиков                                 | Лучший сценарий                                          | Победа    |
| «Мементо»                            | 2002 | Премия британского независимого кино           | Лучший иностранный независимый фильм на английском языке | Номинация |
| «Мементо»                            | 2002 | Премия Эдгара Аллана По                        | Лучший фильм                                             | Победа    |
| «Мементо»                            | 2002 | Американский институт киноискусства            | Сценарист года                                           | Победа    |
| «Мементо»                            | 2002 | Национальный совет кинокритиков США            | ТОП-10 фильмов года                                      | Победа    |
| «Мементо»                            | 2002 | Премия «Независимый дух»                       | Лучший фильм                                             | Победа    |
| «Мементо»                            | 2002 | Премия «Независимый дух»                       | Лучший режиссёр                                          | Победа    |
| «Мементо»                            | 2002 | Премия «Независимый дух»                       | Лучший сценарий                                          | Победа    |
| «Мементо»                            | 2002 | Сандэнс                                        | Waldo Salt Screenwriting Award                           | Победа    |
| «Мементо»                            | 2002 | Сандэнс                                        | Большой приз жюри — драма                                | Номинация |
| «Мементо»                            | 2002 | Премия «Сатурн»                                | Лучший экшн / триллер / приключенческий фильм            | Победа    |
| «Мементо»                            | 2002 | Премия «Спутник»                               | Лучший фильм                                             | Номинация |
| «Мементо»                            | 2002 | Премия «Спутник»                               | Лучший режиссёр                                          | Номинация |
| «Мементо»                            | 2002 | Премия «Спутник»                               | Лучший оригинальный сценарий                             | Номинация |
| «Мементо»                            | 2002 | MTV Movie & TV Awards                          | Лучший новый режиссёр                                    | Победа    |
| «Мементо»                            | 2002 | Премия «Империя»                               | Лучший режиссёр                                          | Номинация |
| «Бэтмен: Начало»                     | 2006 | Премия «Империя»                               | Лучший режиссёр                                          | Номинация |
| «Бэтмен: Начало»                     | 2006 | MTV Movie & TV Awards                          | Лучший фильм                                             | Номинация |
| «Бэтмен: Начало»                     | 2006 | Премия «Сатурн»                                | Лучший фэнтези фильм                                     | Победа    |
| «Бэтмен: Начало»                     | 2006 | Премия «Сатурн»                                | Лучший режиссёр                                          | Номинация |
| «Бэтмен: Начало»                     | 2006 | Премия «Сатурн»                                | Лучший сценарий                                          | Победа    |
| «Бэтмен: Начало»                     | 2006 | People’s Choice Awards                         | Любимый фильм                                            | Номинация |
| «Бэтмен: Начало»                     | 2006 | People’s Choice Awards                         | Любимый фильм — драма                                    | Номинация |
| «Престиж»                            | 2007 | Премия «Империя»                               | Лучший режиссёр                                          | Победа    |
| «Престиж»                            | 2007 | Премия «Сатурн»                                | Лучший научно-фантастический фильм                       | Номинация |
| «Тёмный рыцарь»                      | 2009 | Премия Гильдии режиссёров Америки              | Выдающаяся режиссёрская работа в фильме                  | Номинация |
| «Тёмный рыцарь»                      | 2009 | Премия Гильдии продюсеров США                  | Лучший фильм                                             | Номинация |
| «Тёмный рыцарь»                      | 2009 | Премия Гильдии сценаристов США                 | Лучший адаптированный сценарий                           | Номинация |
| «Тёмный рыцарь»                      | 2009 | Выбор критиков                                 | Лучший режиссёр                                          | Номинация |
| «Тёмный рыцарь»                      | 2009 | Американский институт киноискусства            | Лучшие фильмы года                                       | Победа    |
| «Тёмный рыцарь»                      | 2009 | Национальный совет кинокритиков США            | ТОП-10 фильмов года                                      | Победа    |
| «Тёмный рыцарь»                      | 2009 | Голливудский кинофестиваль                     | Голливудский фильм года                                  | Победа    |
| «Тёмный рыцарь»                      | 2009 | Премия «Спутник»                               | Лучший режиссёр                                          | Номинация |
| «Тёмный рыцарь»                      | 2009 | Премия «Сатурн»                                | Лучший экшн или приключенческий фильм                    | Победа    |
| «Тёмный рыцарь»                      | 2009 | Премия «Сатурн»                                | Лучший режиссёр                                          | Номинация |
| «Тёмный рыцарь»                      | 2009 | Премия «Сатурн»                                | Лучший сценарий                                          | Победа    |
| «Тёмный рыцарь»                      | 2009 | Премия «Империя»                               | Лучший фильм                                             | Победа    |
| «Тёмный рыцарь»                      | 2009 | Премия «Империя»                               | Лучший режиссёр                                          | Победа    |
| «Тёмный рыцарь»                      | 2009 | Премия «Роберт»                                | Лучший американский фильм                                | Номинация |
| «Тёмный рыцарь»                      | 2009 | MTV Movie & TV Awards                          | Лучший фильм                                             | Номинация |
| «Тёмный рыцарь»                      | 2009 | People’s Choice Awards                         | Любимый фильм                                            | Победа    |
| «Тёмный рыцарь»                      | 2009 | People’s Choice Awards                         | Любимый фильм — экшн                                     | Победа    |
| «Начало»                             | 2011 | Оскар                                          | Лучший фильм                                             | Номинация |
| «Начало»                             | 2011 | Оскар                                          | Лучший оригинальный сценарий                             | Номинация |
| «Начало»                             | 2011 | Золотой глобус                                 | Лучший фильм — драма                                     | Номинация |
| «Начало»                             | 2011 | Золотой глобус                                 | Лучший режиссёр                                          | Номинация |
| «Начало»                             | 2011 | Золотой глобус                                 | Лучший сценарий                                          | Номинация |
| «Начало»                             | 2011 | BAFTA                                          | Лучший фильм                                             | Номинация |
| «Начало»                             | 2011 | BAFTA                                          | Лучший режиссёр                                          | Номинация |
| «Начало»                             | 2011 | BAFTA                                          | Лучший оригинальный сценарий                             | Номинация |
| «Начало»                             | 2011 | Премия Гильдии режиссёров Америки              | Выдающаяся режиссёрская работа в фильме                  | Номинация |
| «Начало»                             | 2011 | Премия Гильдии продюсеров США                  | Лучший фильм                                             | Номинация |
| «Начало»                             | 2011 | Премия Гильдии сценаристов США                 | Лучший оригинальный сценарий                             | Победа    |
| «Начало»                             | 2011 | Премия «Сезар»                                 | Лучший иностранный фильм                                 | Номинация |
| «Начало»                             | 2011 | Американский институт киноискусства            | Лучшие фильмы года                                       | Победа    |
| «Начало»                             | 2011 | Национальный совет кинокритиков США            | ТОП-10 фильмов года                                      | Победа    |
| «Начало»                             | 2011 | Голливудский кинофестиваль                     | Голливудский фильм года                                  | Победа    |
| «Начало»                             | 2011 | Премия «Спутник»                               | Лучший фильм                                             | Номинация |
| «Начало»                             | 2011 | Премия «Спутник»                               | Лучший режиссёр                                          | Номинация |
| «Начало»                             | 2011 | Премия «Спутник»                               | Лучший оригинальный сценарий                             | Номинация |
| «Начало»                             | 2011 | Премия «Сатурн»                                | Лучший научно-фантастический фильм                       | Победа    |
| «Начало»                             | 2011 | Премия «Сатурн»                                | Лучший режиссёр                                          | Победа    |
| «Начало»                             | 2011 | Премия «Сатурн»                                | Лучший сценарий                                          | Победа    |
| «Начало»                             | 2011 | Премия «Империя»                               | Лучший фильм                                             | Победа    |
| «Начало»                             | 2011 | Премия «Империя»                               | Лучший режиссёр                                          | Номинация |
| «Начало»                             | 2011 | Премия «Роберт»                                | Лучший американский фильм                                | Победа    |
| «Начало»                             | 2011 | MTV Movie & TV Awards                          | Лучший фильм                                             | Номинация |
| «Начало»                             | 2011 | People’s Choice Awards                         | Любимый фильм                                            | Номинация |
| «Начало»                             | 2011 | People’s Choice Awards                         | Любимый фильм — драма                                    | Номинация |
| «Тёмный рыцарь: Возрождение легенды» | 2013 | Американский институт киноискусства            | Лучшие фильмы года                                       | Победа    |
| «Тёмный рыцарь: Возрождение легенды» | 2013 | Премия «Сатурн»                                | Лучший экшн или приключенческий фильм                    | Номинация |
| «Тёмный рыцарь: Возрождение легенды» | 2013 | Премия «Сатурн»                                | Лучший режиссёр                                          | Номинация |
| «Тёмный рыцарь: Возрождение легенды» | 2013 | Премия «Империя»                               | Лучший фильм                                             | Номинация |
| «Тёмный рыцарь: Возрождение легенды» | 2013 | Премия «Империя»                               | Лучший режиссёр                                          | Номинация |
| «Тёмный рыцарь: Возрождение легенды» | 2013 | Премия «Роберт»                                | Лучший американский фильм                                | Номинация |
| «Тёмный рыцарь: Возрождение легенды» | 2013 | Премия «Золотой орёл»                          | Лучший иностранный фильм                                 | Номинация |
| «Тёмный рыцарь: Возрождение легенды» | 2013 | MTV Movie & TV Awards                          | Лучший фильм                                             | Номинация |
| «Тёмный рыцарь: Возрождение легенды» | 2013 | People’s Choice Awards                         | Любимый фильм                                            | Номинация |
| «Тёмный рыцарь: Возрождение легенды» | 2013 | People’s Choice Awards                         | Любимый фильм — экшн                                     | Номинация |
| «Интерстеллар»                       | 2015 | Американский институт киноискусства            | Лучшие фильмы года                                       | Победа    |
| «Интерстеллар»                       | 2015 | Премия «Сатурн»                                | Лучший научно-фантастический фильм                       | Победа    |
| «Интерстеллар»                       | 2015 | Премия «Сатурн»                                | Лучший режиссёр                                          | Номинация |
| «Интерстеллар»                       | 2015 | Премия «Сатурн»                                | Лучший сценарий                                          | Победа    |
| «Интерстеллар»                       | 2015 | Премия «Империя»                               | Лучший режиссёр                                          | Победа    |
| «Интерстеллар»                       | 2015 | Премия «Роберт»                                | Лучший американский фильм                                | Номинация |
| «Дюнкерк»                            | 2018 | Оскар                                          | Лучший фильм                                             | Номинация |
| «Дюнкерк»                            | 2018 | Оскар                                          | Лучший режиссёр                                          | Номинация |
| «Дюнкерк»                            | 2018 | Золотой глобус                                 | Лучший фильм — драма                                     | Номинация |
| «Дюнкерк»                            | 2018 | Золотой глобус                                 | Лучший режиссёр                                          | Номинация |
| «Дюнкерк»                            | 2018 | BAFTA                                          | Лучший фильм                                             | Номинация |
| «Дюнкерк»                            | 2018 | BAFTA                                          | Лучший режиссёр                                          | Номинация |
| «Дюнкерк»                            | 2018 | Премия Гильдии режиссёров Америки              | Выдающаяся режиссёрская работа в фильме                  | Номинация |
| «Дюнкерк»                            | 2018 | Премия Гильдии продюсеров США                  | Лучший фильм                                             | Номинация |
| «Дюнкерк»                            | 2018 | Премия «Сезар»                                 | Лучший иностранный фильм                                 | Номинация |
| «Дюнкерк»                            | 2018 | Американский институт киноискусства            | Лучшие фильмы года                                       | Победа    |
| «Дюнкерк»                            | 2018 | Национальный совет кинокритиков США            | ТОП-10 фильмов года                                      | Победа    |
| «Дюнкерк»                            | 2018 | Международный голливудский кинофестиваль Капри | Лучший режиссёр                                          | Победа    |
| «Дюнкерк»                            | 2018 | Премия «AACTA»                                 | Лучший фильм                                             | Номинация |
| «Дюнкерк»                            | 2018 | Премия «AACTA»                                 | Лучший режиссёр                                          | Победа    |
| «Дюнкерк»                            | 2018 | Премия «AACTA»                                 | Лучший сценарий                                          | Номинация |
| «Дюнкерк»                            | 2018 | Премия «Спутник»                               | Лучший фильм                                             | Номинация |
| «Дюнкерк»                            | 2018 | Премия «Спутник»                               | Лучший режиссёр                                          | Номинация |
| «Дюнкерк»                            | 2018 | Премия «Спутник»                               | Лучший оригинальный сценарий                             | Номинация |
| «Дюнкерк»                            | 2018 | Премия «Сатурн»                                | Лучший экшн или приключенческий фильм                    | Номинация |
| «Дюнкерк»                            | 2018 | Премия «Роберт»                                | Лучший неамериканский фильм                              | Номинация |
| «Дюнкерк»                            | 2018 | Премия «Золотой орёл»                          | Лучший иностранный фильм                                 | Номинация |
| «Довод»                              | 2021 | Ассоциация голливудских критиков               | Лучший экшн фильм                                        | Номинация |
| «Довод»                              | 2021 | Ассоциация голливудских критиков               | Лучший блокбастер                                        | Номинация |
| «Довод»                              | 2021 | Премия «Спутник»                               | Лучший фильм                                             | Номинация |
| «Довод»                              | 2021 | Премия «Сатурн»                                | Лучший научно-фантастический фильм                       | Номинация |
| «Довод»                              | 2021 | Премия «Сатурн»                                | Лучший режиссёр                                          | Номинация |
| «Довод»                              | 2021 | Премия «Сатурн»                                | Лучший сценарий                                          | Номинация |
| «Довод»                              | 2021 | People’s Choice Awards                         | Любимый фильм — экшн                                     | Номинация |
| «Оппенгеймер»                        | 2024 | Золотой глобус                                 | Лучший фильм — драма                                     | Победа    |
| «Оппенгеймер»                        | 2024 | Золотой глобус                                 | Лучший режиссер                                          | Победа    |
| «Оппенгеймер»                        | 2024 | Оскар                                          | Лучший фильм                                             | Победа    |
| «Оппенгеймер»                        | 2024 | Оскар                                          | Лучший режиссёр                                          | Победа    |